# نهر روس أوكرانيا

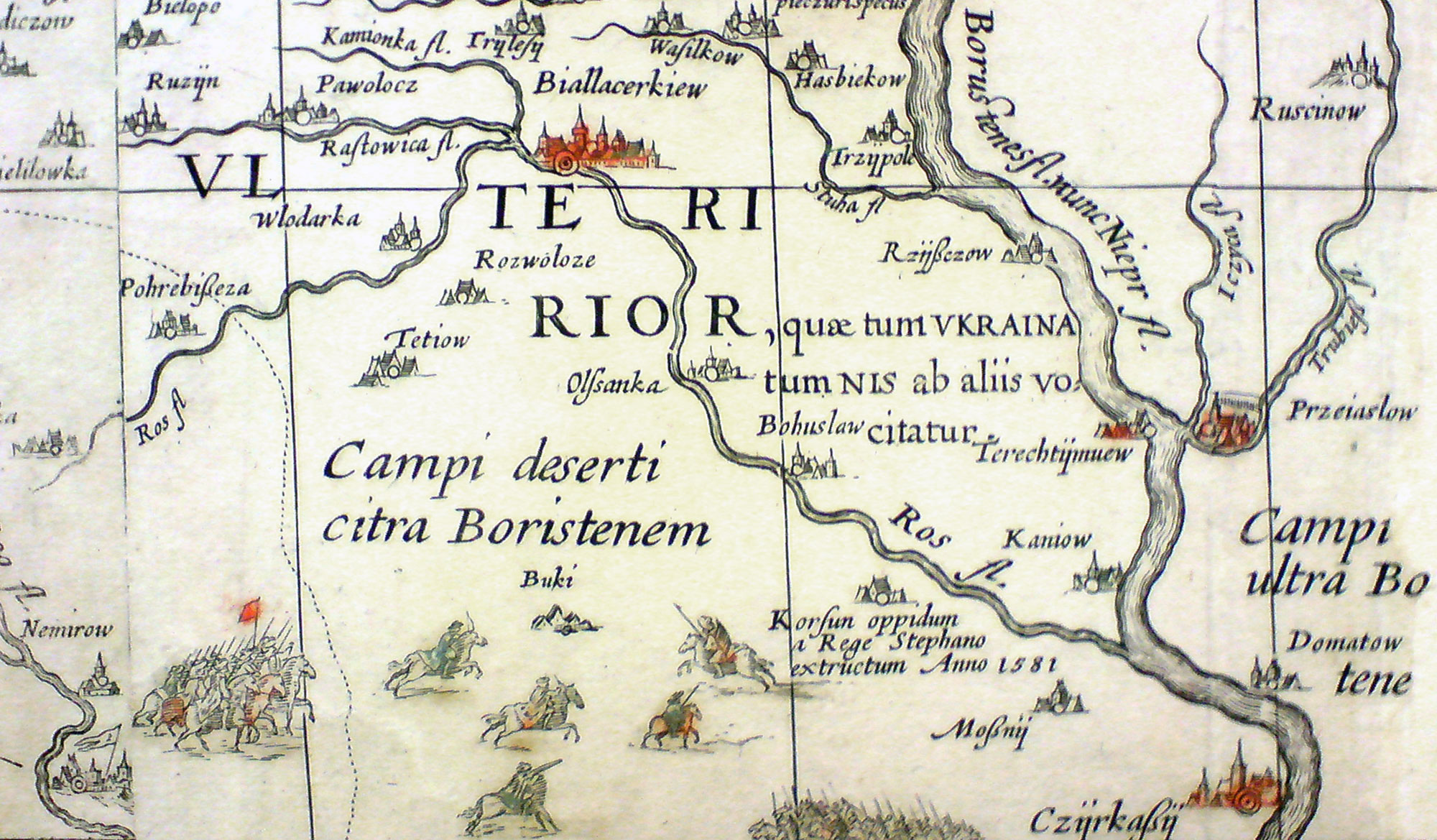
خريطة لنهر روس من القرن السابع عشر.

لنهر روس في أستراليا كوين لاند نهر روس
روس (بالأوكرانية: Рось، بالروسية: Рось، روس ') هو نهر في أوكرانيا، يبلغ طوله 346 كم والمساحة التصريفية ب 12,575 كلم مربع، وهو أحد الروافد اليمنى لنهر دنيبر. نهر روس يبدأ مصدره في قرية أوردينيست في فينيتسا أوبلاست.
وقد اقترح بعض المؤرخين احتمال أن اسم روس كييف "الدوقية التي كانت تحكم أجزاء من أوكرانيا وروسيا، والدولة السلافية الشرقية القديمة، ربما تكون قد نشأت من اسم نهر روس، ويشار إلى النظرية بالنظرية المضادة لنشاءة الروس من الفايكنك (سكان الشمال) .
المدن التي يمر بها النهر :
- بوهربيشجه
- فولداركا
- بيلا تسركفا
- روكيتن
- بوهوسلاف
- كورسن شيفجنكفسكي